# Powiat de Gostynin
Le powiat de Gostynin (polonais : powiat gostyniński) est un powiat (district) de la voïvodie de Mazovie, dans le centre-est de la Pologne.
Elle est née le 1er janvier 1999, à la suite des réformes polonaises de gouvernement local passées en 1998. 
Le siège administratif du powiat est la ville de Gostynin, qui se trouve à 107 kilomètres à l'ouest de Varsovie, capitale de la Pologne. Gostynin est la seule ville du powiat.
Le district couvre une superficie de 615,56 kilomètres carrés. En 2006, sa population totale est de 47 034 habitants, avec une population pour la ville de Gostynin de 19 119 habitants et une population rurale de 27 915 habitants.

## Powiaty voisines
La Powiat de Gostynin est bordée des powiaty de : 
- Płock au nord-est ;
- Sochaczew à l'est ;
- Łowicz au sud-est ;
- Kutno au sud ;
- Włocławek au nord-ouest.

## Division administrative

Position des gminy dans la powiat

Le powiat est divisé en cinq gminy (communes) :
| Gmina                                              | Type   | Superficie (km²) | Population (2006) | Siège              |
| Gostynin                                           | urbain | 32,3             | 19 119            |                    |
| Gmina Gostynin                                     | rural  | 270,7            | 12 245            | Gostynin*          |
| Gmina Sanniki                                      | rural  | 94,6             | 6 542             | Sanniki            |
| Gmina Szczawin Kościelny                           | rural  | 127,1            | 5 181             | Szczawin Kościelny |
| Gmina Pacyna                                       | rural  | 90,9             | 3 947             | Pacyna             |
| * Le siège n'est pas sur le territoire de la gmina |        |                  |                   |                    |

## Démographie
Données du 31 décembre 2012:
| description | Total  | Total | Femmes | Femmes | Hommes | Hommes |
| ----------- | ------ | ----- | ------ | ------ | ------ | ------ |
| Unité       | Nombre | %     | Nombre | %      | Nombre | %      |
| Population  | 46 627 | 100   | 23 922 | 51,31  | 22 705 | 48,69  |
| Urbain      | 19 205 | 41,19 | 10 089 | 21,64  | 9 116  | 19,55  |
| Rural       | 27 422 | 58,81 | 13 833 | 29,67  | 13 589 | 29,14  |

## Histoire
De 1975 à 1998, les différents gminy du powiat actuelle appartenaient administrativement à la Voïvodie de Płock.

La Powiat de Gostynin est créée le 1er janvier 1999, à la suite des réformes polonaises de gouvernement local passées en 1998 et est rattachée à la voïvodie de Mazovie.